# Carolin Karnuth
Carolin Karnuth (* 21. März 1984 in Köln) ist eine deutsche Schauspielerin, Sängerin, Liedermacherin und Synchronsprecherin.

## Leben
Karnuth studierte von 2004 bis 2008 an der Hochschule für Schauspielkunst „Ernst Busch“ in Berlin. Sie hatte unter anderem Engagements am Theater Paderborn, Theater der Keller, Theater im Bauturm, Heimathafen Neukölln, Volkstheater Millowitsch, Landesbühne Niedersachsen Nord, Theaterschiff Lübeck und am Maxim-Gorki-Theater Berlin.
2017 veröffentlichte sie ihr Debütalbum „Herzchaos“. 2020 unterschrieb sie bei dem deutschen Independent-Label Timezone (Musiklabel) einen Plattenvertrag.
2016 spielte sie die verzweifelte Braut Wanda in der Komödie Tussipark am Theaterschiff Lübeck. 2017/18 gastierte sie in der Rolle der christlichen Gesellschafterin Daja in Nathan der Weise an der Landesbühne Niedersachsen Nord. 2019 trat sie erneut an der Landesbühne Niedersachsen Nord auf, diesmal als modern-gläubige Muslima Mahwish in dem Drama The Who & The What von Ayad Akhtar.
Karnuth wirkte auch in Film- und TV-Produktionen mit. In der 16. Staffel der ZDF-Serie SOKO Wismar (2018) spielte Karnuth die fröhlich-naive Andrea Klausen, Frau des tatverdächtigen Hafenkranführers Heiner Klausen. Bei der satirischen Online-Show Bohemian Browser Ballett übernahm Karnuth die Episodenhauptrolle der durchsetzungskräftigen Jugendamtsmitarbeiterin Mareike Bischof.

## Programme
- 2009: Sing me a love song
- 2011: Herzchaos
- 2017: Endstation: Pralles Leben!
- 2024: Wegen Dir...Vintage Women und die Liebe
- 2024: I Heard Love Is Blind

## Filmografie (Auswahl)
- 2018: SOKO Wismar: Hafen der Ehe (Fernsehserie, eine Folge)
- 2019: Bohemian Browser Ballett (satirische Online-Show)
- 2022: Wunderschön (Kinofilm)
- 2022: Einfach mal was Schönes (Kinofilm)
- 2023: Die Mittagsfrau (Kinofilm)